# Carlos Barbosa Romero
Carlos Alfonso Barbosa Romero (Cali, 15 de enero de 1944) es un actor y director colombiano de televisión, cine y teatro.

## Biografía
Barbosa se graduó en Arquitectura en la Universidad del Valle en Cali, donde hizo parte del grupo de teatro, que luego se convirtió en Departamento de Artes Escénicas. Más tarde se unió a la Compañía de Teatro Nacional de Colombia, que inició una gira que terminó en Costa Rica. Tiempo después, se trasladó a San Andrés y Providencia. Regresó a Bogotá e ingresó al elenco del Teatro Popular de Bogotá (TPB). Su debut en televisión tuvo lugar en 1969, en la telenovela Candó.
Entre sus papeles en la televisión más recordados está el de Eurípides, un peluquero homosexual, en 1986, en la telenovela El Divino, como el celador del apartamento donde vivía la familia Casas en el programa infantil Imagínate, en 1988, y Ernesto en la comedia Vuelo secreto (1992-1998). Carlos Barbosa también apareció en 2004 en La saga, negocio de familia y en 2009 en Bermúdez (como Gerardo Bermúdez). En 2010, interpretó a Abdul en El clon, de Telemundo.

## Filmografía

### Televisión
| Año       | Título                          | Personaje                       |
| --------- | ------------------------------- | ------------------------------- |
| 2023      | Dejémonos de Vargas             |                                 |
| 2018-2020 | La de troya                     | Frank                           |
| 2018      | Garzón                          | Yamid Amat                      |
| 2017      | Infieles                        | Protagonista                    |
| 2016-2017 | La ley del corazón              |                                 |
| 2014      | El estilista                    | Salvador Ávila                  |
| 2013      | Alias el Mexicano               | Fabio Ochoa Restrepo N.º 1      |
| 2012      | El capo                         | Mariano Murillo                 |
| 2010      | El clon                         | Tío Abdul                       |
| 2009      | Bermúdez                        | Gerardo Bermúdez                |
| 2008      | Los protegidos                  | Bernardo Puerta                 |
| 2006-2007 | En los tacones de Eva           | Olimpo                          |
| 2004-2005 | La saga, negocio de familia     | J.J. Garrido                    |
| 2004-2005 | Me amaras bajo la lluvia        | Carlos Vargas                   |
| 2002-2003 | La venganza                     | Aurelio Santaela / Numa Pompeyo |
| 2002      | Bolívar soy yo!                 |                                 |
| 2001      | Amantes del desierto            | Pancho Fonseca                  |
| 2000      | La reina de Queens              | Dr. Peñarada                    |
| 1997-1998 | La mujer del presidente         | Fiscal Julio Mercado            |
| 1995      | Paloma                          |                                 |
| 1994      | Pasiones secretas               | Samuel Estévez                  |
| 1992-1999 | Vuelo secreto                   | Ernesto                         |
| 1990      | La vorágine                     | Clemente Silva                  |
| 1989      | LP loca pasión                  |                                 |
| 1988      | Los pecados de Inés de Hinojosa | Corregidor Mosqueta             |
| 1985      | Don Chinche                     | Francisco "Pancho" Mora         |
| 1985      | Pisingaña                       | Don Jorge                       |
| 1984-1986 | Los cuervos                     | Tomás Ronderos                  |
| 1983      | El virrey Solís                 |                                 |
| 1983      | Los Premios                     | Sr. Porriño                     |
| 1981      | El gallo de oro                 |                                 |
| 1980      | La tregua                       |                                 |
| 1980      | Sur verde                       | Esposo de Regina                |
| 1979      | La abuela                       |                                 |
| 1975-1978 | Teatro Popular Caracol          |                                 |
| 1969      | Candó                           |                                 |
| 1969      | La muerte escucha               |                                 |

## Premios y nominaciones

### Premios India Catalina
| Año  | Categoría                     | Telenovela o Serie | Resultado |
| ---- | ----------------------------- | ------------------ | --------- |
| 2009 | Mejor Actor/Actriz de Reparto | Los protegidos     | Nominado  |
| 1994 | Mejor Actor                   | Pasiones secretas  | Nominado  |
| 1987 | Mejor Actor                   | El divino          | Nominado  |

### Otros premios
- 1 Premio Simón Bolívar
- 1 Gloria de la TV
- 1 Orden Simón Bolívar
- 1 Juana Sujo (Venezuela Teatro)
- 1 Nogal de Oro